# NGC 6731
NGC 6731 је група звезда у сазвежђу Лира која се налази на NGC листи објеката дубоког неба.
Деклинација објекта је + 43° 4' 38" а ректасцензија 18h 57m 13,5s. Привидна величина (магнитуда) објекта NGC 6731 износи 11,3.